# Kopsuspää
Kopsuspää är en kulle i Finland. Den ligger i Sodankylä i landskapet Lappland, i den norra delen av landet, 900 km norr om huvudstaden Helsingfors. Toppen på Kopsuspää är 462 meter över havet.
Terrängen runt Kopsuspää är platt åt sydväst, men åt nordost är den kuperad. Trakten runt Kopsuspää är nära nog obefolkad, med mindre än två invånare per kvadratkilometer. Omgivningarna runt Kopsuspää är i huvudsak ett öppet busklandskap.